# Eduard Mertens
Eduard Mertens var en tysk kemigraf, född 2 maj 1860 i Berlin, avliden 20 februari 1919 i Freiburg im Breisgau som är känd som uppfinnare inom tekniken för rotationsdjuptryck.

## Mertenstryck
Mellan 1890 och 1900 sysslade Mertens med olika reprotekniska problem (ljustryck, flerfärgstryck och färgfotografi). Han patenterade resultaten, men kunde inte omsätta dem i praktiken på grund av tidsbrist. År 1897 utökade Mertens den fabrik han drev till att omfatta en gravyranläggning för gravyrvalsar. Detta ledde sedan till en patenterad process och 1903 tryckte han med den första gravyrbildvalsen på papper i Schütz tapetfabrik i Dessau. Han sökte sedan efter efter ett sätt att använda rotationstryck för tidskrifter och dagstidningar. Inom samma område hade Ernst Rolffs redan utvecklat en liknande och patenterad process i sitt kalikotryckeri i Siegburg. De båda männens patent hindrade en vidare teknisk utveckling på detta område. Mertens och Rolffs slöt därför den 11 november 1905 ett kontrakt, för ett närmare samarbete. 1906 grundade de båda "Deutsche Photogravure AG Siegburg". Där utvecklade de en tryckprocess för halvtonstryck, som liknade stegetsning vid konstnärlig etsning. 1907 introducerades det som en textiltryckningsprocess i en fabrik i Mühlhausen och lite senare i flera andra textiltryckerier. Dessutom arbetade Mertens med Elsässische Maschinenbau-Gesellschaft i Mühlhausen för att lösa problemet med snabbt djuptryck för papper.
Det så kallade Mertenstrycket,  som grundar sig på en av honom byggd tygtrycksmaskin, så kallad rakelmaskin, gav möjlighet att trycka autotypiskt djuptryck med stor hastighet och på vilket papper som helst, till och med vanligt trähaltigt tidningspapper. Tryckbilden, illustrationen, överförs fotografiskt till en med koppar på galvanisk väg beklädd cylinder, vars yta noggrant polerats och därefter gjorts ljuskänslig, varvid ett raster inkopieras på bilden, så att denna liksom vid vanlig autotypi uppdelas i punkter. Etsningen försiggår därefter efter kända grunder. Bilden kommer då att på cylindern framträda fördjupad, så att de ljusa partierna bilda små, glesare liggande, fördjupade punkter, medan de mörkare bildas genom större och tätare liggande. Nätet, det så kallade rastret, som ligger över hela bilden, bildar alltså ett slags skiljevägg mellan de fördjupade punkterna och blir därigenom stöd för färgkniven, rakeln, vilken vid tryckningen renskrapar plattan från färg, såsom även vid vanligt djuptryck, utan att färgkniven sjunker ned i och tar bort färgen i de fördjupade punkterna. Mertenstrycket är en tillämpning av detta djuptrycksförfarande i samband med högtryck, det vill säga tryck från stereotypplattan i vanlig tidningsrotationspress, i det att det ändlösa papperet övergår från djuptryckspressen direkt till den därmed förenade rotationspressen.
1910 användes rotogravyrtryckningen för första gången i påsknumret av Freiburger Zeitung. Texten togs fram med standardrotationstryck, medan illustrationerna infogades med rotogravyr. Ett rotogravyrtryckverk från Elsässische Maschinenbau-Gesellschaft och ett högtryckstryckverk från Vogtländische Maschinenfabrik slogs samman som en tryckpress. Den roterande maskinen gick med upp till 10 000 varv per timme med tryck på ordinärt tidningspapper. Med hjälp av färgfabriken Gebr Schmidt i Frankfurt hade Mertens redan 1909 lyckats framställa en snabbtorkande djuptrycksfärg som gjorde det möjligt att trycka i så höga hastigheter. Söndagsupplagan av Frankfurter Zeitung från den 19 februari 1911 innehöll för första gången gravyrillustrationer på båda sidor av papperet. I september 1910 var tryckenheten för rotogravyr färdig för drift vid Elsässische Maschinenbau-Gesellschaft. Mertens idé var att föra in en elastisk mellanvals mellan tryck- och mottryckscylindrarna. Under de följande åren blev djuptrycksprocessen spridd för tryckta produkter i stora volymer. När han dog 1919 satt Mertens i styrelsen för Deutsche Mertens-Gesellschaft mbH i Freiburg.